# Jessica Abudinen
Jessica Paola Abudinen Readi (Santiago, 14 de marzo de 1980) es una periodista y presentadora de televisión chilena.

## Biografía
Jessica Abudinen es madre de 3 niños y se declara como animalista, dedicando espacios en sus programas de Vía X a la temática en pro defensa de los animales, perteneciendo a la Fundación Julieta.
A agosto de 2018 se encontraba esperando a su cuarto hijo.

## Filmografía
- Extra Jóvenes (Chilevisión)
- 1999-2004: El club de los tigritos (Chilevisión)
- 2002-2004: El club del clan (Chilevisión)
- 2004-2007: Tigritos (Chilevisión)
- 2007: +kotas (TVO)
- 2008: Yingo (Chilevisión)
- 2009: Mira quién habla (Mega)
- 2009-2010: Zona de Estrellas (Zona Latina)
- 2010-2012: Xpress (Vía X)
- 2010: Cadena nacional (Vía X)
- 2011-2012: Collage (Vía X)
- 2015-2016: Magazine (Zona Latina)
- 2016-2020: No eres tú, soy yo (Zona Latina)
- 2020-2022: Sabores (Zona Latina)